# Crisix
Crisix est un groupe de thrash metal formé en 2008 à Igualada en Espagne.

## Historique

### Débuts
Initialement nommé Crysys, le groupe est créé en février 2008 par Marc Torras et Javi Carrión qui avaient déjà joué ensemble dans le groupe Shadon. Ils complètent leur formation avec d'autres membres de groupes locaux : Marc Busqué du groupe Helltears, Albert Requena du groupe Face et Julián Baz de Bourbon Society.
Après avoir gagné le concours Martohell Metal Rumble 2008, le groupe enregistre un premier single Dead by the fistful of violence qui figure sur la compilation Spain Kills.
La démo Demonsthrashion, enregistrée au Akord’s Studio, suit peu après. Elle permet au groupe de participer au concours W:O:A Metal Battle Spain 2009, où il gagnera la finale internationale en Allemagne. Cette victoire lui offre l'occasion d'enregistrer son premier album The Menace au studio allemand Stage One Studio ainsi qu'une distribution à l'international avec Wacken Records et une tournée européenne.

### The MenaceetRise… Then Rest(2010-2013)
Début 2010 le groupe commence à travailler sur l'album avec Waldemar Sorychta (Sodom, Lacuna Coil, Moonspell, Tristania, Samael). L'album sera fini d'enregistrer en Allemagne avec Andy Classen. Un mois avant la sortie du disque, Sony force le groupe à se renommer en Crisix à cause de la proximité avec le nom de leur jeu-vidéo Crysis.
En 2011 l'album est labellisé par Kaiowas Records. Des membres d'Angelus Apatrida sont invités sur le morceau bonus Ultra Thrash.
Le deuxième album Rise… Then Rest est produit au studio Moontower de Barcelone par Javi Félez (Graveyard) et mixé par Erik Rutan (Hate Eternal, Morbid Angel) dans son studio Mana Recordings (Cannibal Corpse, Nile, Agnostic Front, Malevolent Creation, Fueled by Fire) en Floride. Le disque se place 63e dans le top 100 des ventes en Espagne.
Mi-octobre 2013, le bassiste fondateur quitte le groupe et est remplacé par Dani Ramis.

### Depuis 2016
L'album From blue to black est enegistré et mixé au studio Axtudio à Barcelone avec Oscar AX, et masterisé par Jens Bogren aux Fascination Street Studios à Örebro, Suède. Il sort le 18 mars 2016.
La sortie de l'album Against the odds le 23 mars 2018 est suivie d'une tournée internationale, passant notamment par les festivals Hellfest et Full Metal Cruise durant l'été 2018.
Début 2019, Pla Vinseiro remplace Dani Ramis à la basse.
Le 8 novembre 2019, le groupe sort un album de reprises d'autres groupes de thrash metal. Crisix part en tournée internationale en 2020, notamment au Japon.
Le 23 novembre 2024, ils font leur dernier concert à l’Apocalypse Metal Fest au Havre avant une « pause jusqu’à nouvel ordre,. »

## Membres

Les membres de Crisix au festival Rock unter den Eichen 2018
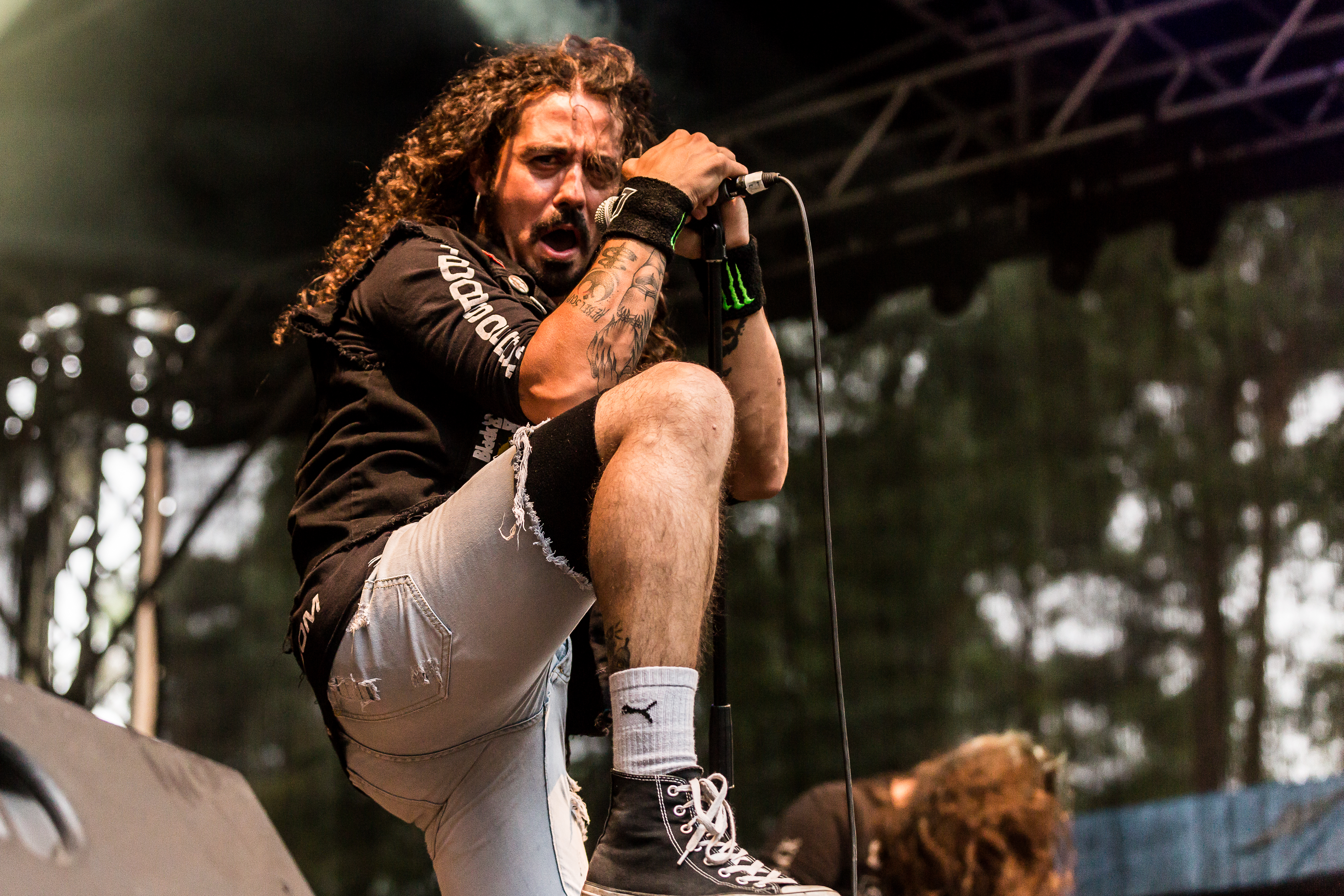
Le chanteur Juli Baz "Bazooka" Sánchez
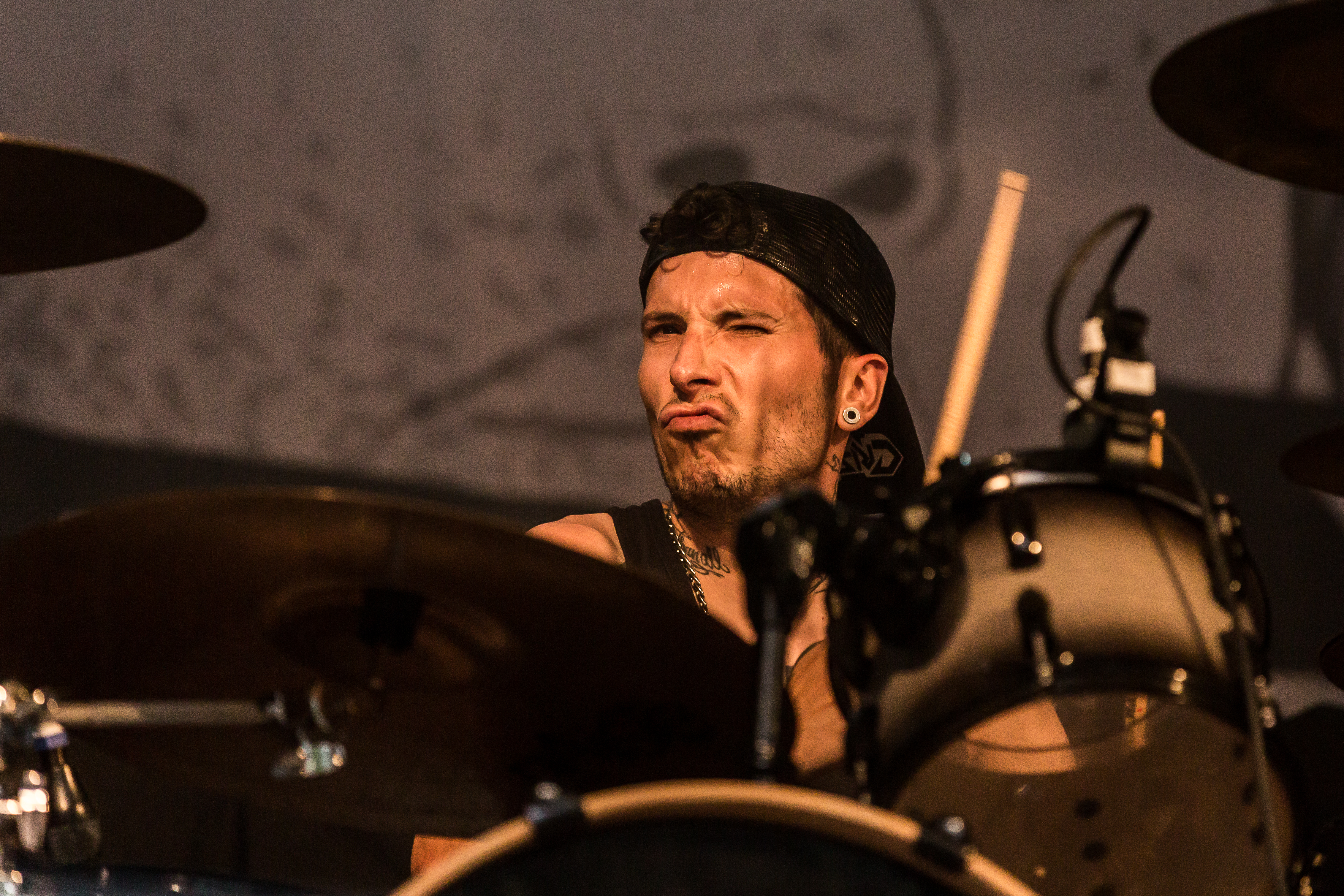
Le batteur Javi "Carry" Carrión López
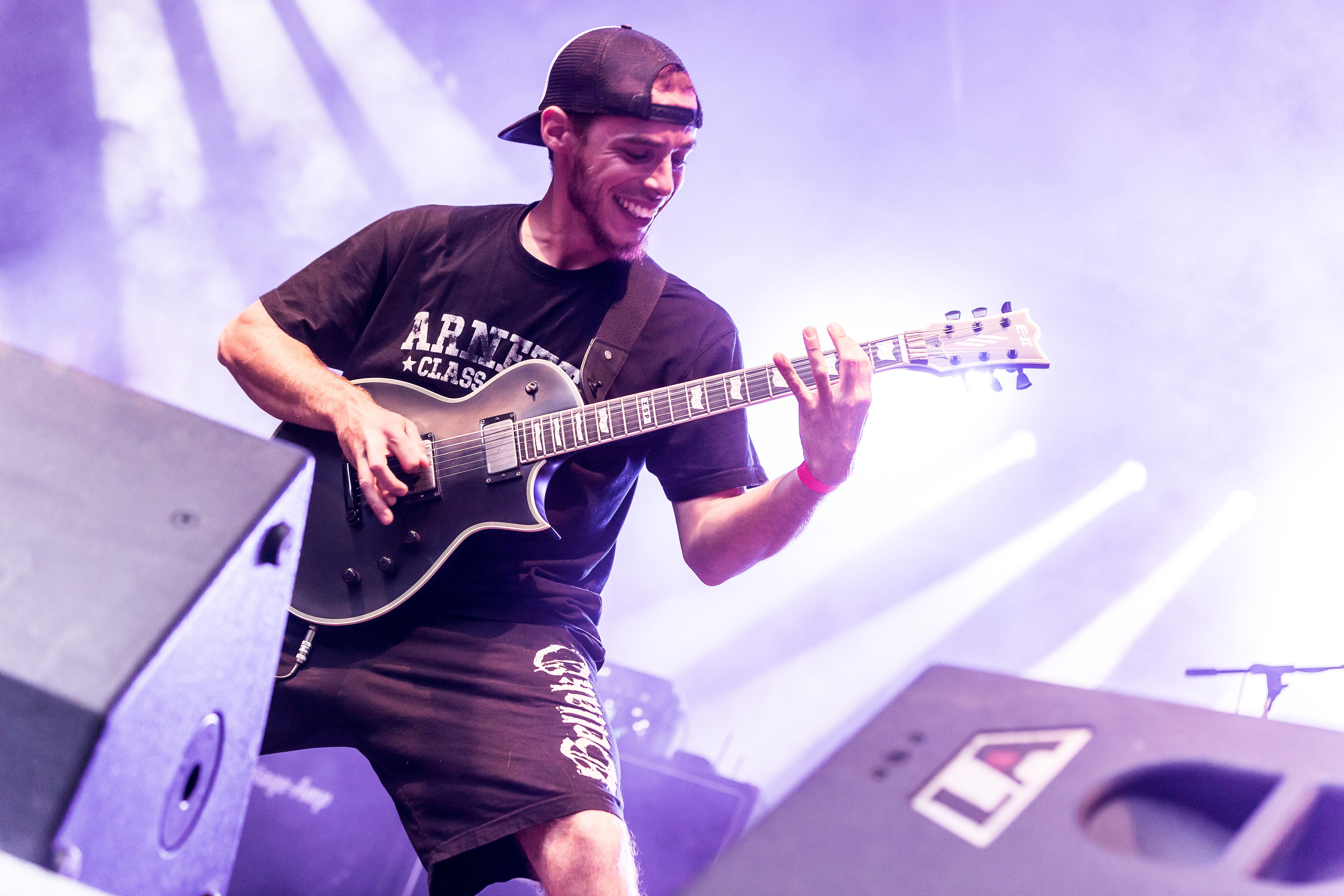
Le guitariste Albert Requena Mateu
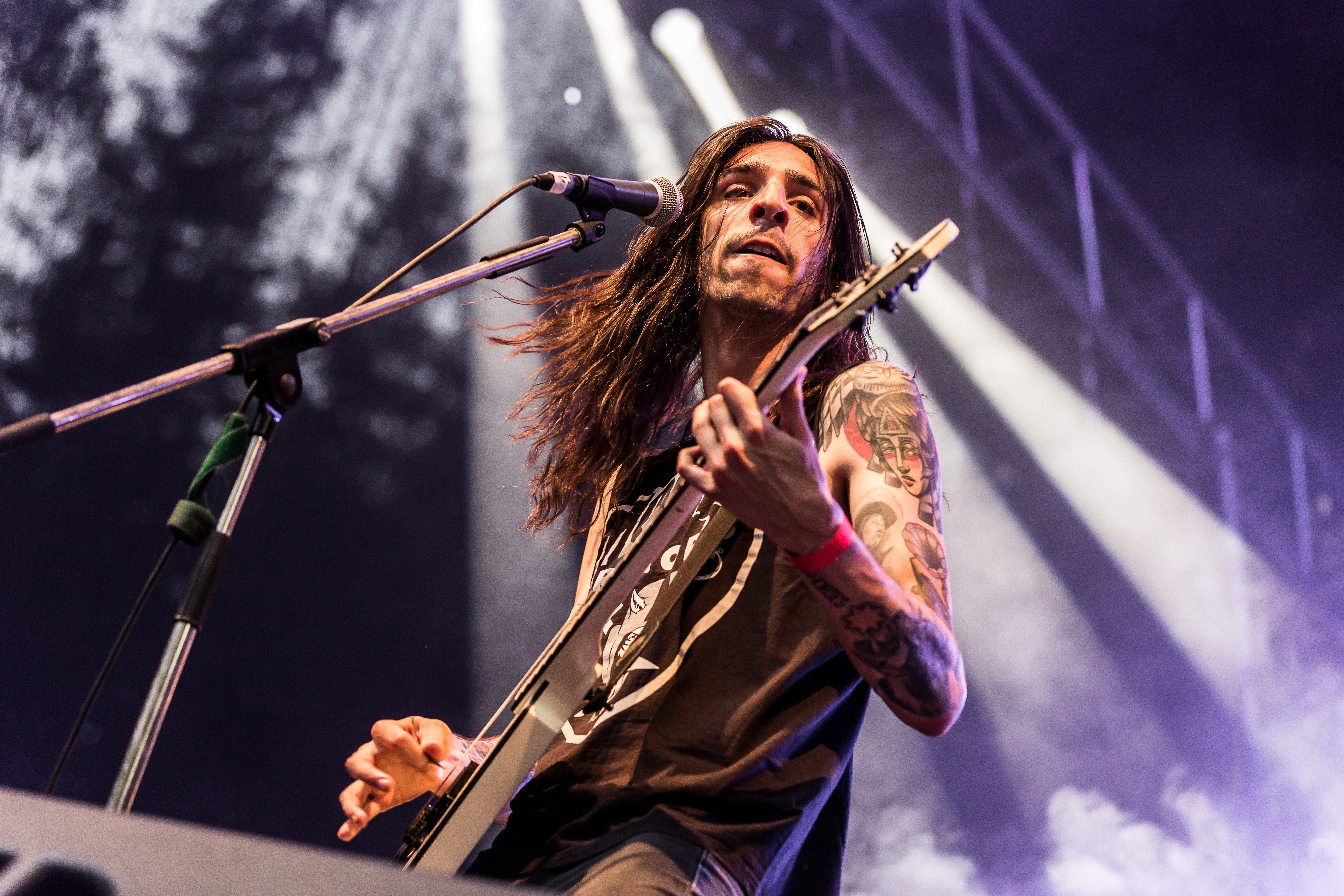
Le guitariste Marc "Busi" Busqué Plaza

### Membres actuels
- Juli Baz "Bazooka" Sánchez - chant (2008 - présent)
- Marc "Busi" Busqué Plaza - guitare (2008 - présent)
- Albert Requena Mateu - guitare (2008 - présent)
- Javi "Carry" Carrión López - batterie (2008 - présent)
- Pla Vinseiro - basse (2019 - présent)

### Anciens membres
- Marc "Firefly" Torras Mata - basse (2008 - 2013)
- Dani Ramis Castelltort - basse (2013 - 2019)

## Discographie

### Démos
sous le nom Crysys

### Singles
sous le nom Crysys
- 2008 : Dead by the Fistful of Violence
- 2009 : Spawn

sous le nom Crisix
- 2014 : Year Zero
- 2018 : Get out of my head
- 2019 : Toxic Waltz